# Antigen prezentující buňka

Prezentace antigenů T-buňce vyvolá její dozrání

Antigen prezentující buňka (APC, z angl. Antigen-Presenting Cell) je buňka, která vystavuje na svém povrchu antigen vázaný proteiny hlavního histokompatibilního komplexu (MHC). Tyto komplexy MHC s navázaným antigenními peptidy následně mohou být rozpoznány T lymfocyty prostřednictvím T-buněčných receptorů.
Téměř všechny buňky organismu mají schopnost prezentovat antigeny intracelulárního původu (např. virové antigeny anebo mutantní proteiny z nádorových buněk) cytotoxickým T lymfocytům, protože exprimují na svém povrchu MHC glykoproteiny I. třídy. Avšak termínem APC se obvykle označují ty buňky, které vychytávají extracelulární antigeny a prezentují je pomocí MHC glykoproteinů II. třídy. 

## Typy APC
Antigen prezentující buňky se dělí na dva typy: profesionální a neprofesionální.

### Profesionální APC
K profesionálním APC buňkám patří dendritické buňky, makrofágy a B-lymfocyty.
Profesionální APC jsou schopné pohlcovat z okolí cizorodé částice, zpracovávat je na krátké peptidové fragmenty a následně prezentovat pomocnými T lymfocytům pomocí MHC glykoproteinů II. třídy na svém povrchu. Antigen prezentující buňky pak produkují další kostimulační signály, které jsou nezbytné pro aktivaci T buňky. Exprese kostimulačních molekul a MHC II. třídy jsou definujícími rysy profesionálních APC.

#### Dendritické buňky (DC)
Dendritické buňky jsou klíčovými APC pro primární aktivaci nezkušených T-lymfocytů (buňky, které se ještě nikdy nesetkaly se svým specifickým antigenem). Jakmile se DC dostanou do kontaktu s patogenem, aktivují se a zvyšují expresi kostimulačních molekul a produkci cytokinů. Aktivované dendritické buňky migrují do lymfatické uzliny, kde interagují s T-lymfocyty, čímž iniciují antigenně specifickou imunitní reakci. 

#### Makrofágy
Základní funkcí makrofágu je fagocytóza. Na rozdíl od dendritických buněk, většinou tkáňové makrofágy po rozpoznání antigenu nemigrují do lymfatických orgánů, a zachycený antigen je pak prezentován přímo ve tkáni aktivovaným T lymfocytům, které vstupují do místa infekce. Tak se makrofágy primárně podílejí na lokální amplifikaci a udržování imunitní reakce v místě zánětu.

#### B-lymfocyty
B-lymfocyty mohou taky působit jako APC a pohltit antigen, který se naváže na jejich B-buněčný receptor, prostřednictvím receptorem zprostředkované endocytózy, a následně prezentovat ho na MHC molekulách II. třídy. Pokud tento antigen je rozpoznáván T lymfocytem, který byl dříve aktivován stejným antigenem, dochází k diferenciaci B-lymfocytu na plazmatickou buňku a produkci protilátek.

### Neprofesionální APC
Příkladem neprofesionálních APC buněk mohou být fibroblasty, keratinocyty, endoteliální a epiteliální buňky. Tyto buňky neexprimují na svém povrchu molekuly MHC II. třídy konstitutivně, ale jejich exprese může být indukována pod vlivem určitých cytokinů, například IFN-γ.